# Dragon (roman)
Pour les articles homonymes, voir Dragon.
Dragon (titre original : Dragon) est un roman policier américain de Clive Cussler paru en 1990.

## Résumé
L'explosion dans le Pacifique Nord d'un cargo transportant des voitures japonaises, c'est un accident. Mais dès lors que cette explosion est d'origine nucléaire, c'est une énigme. 
Une énigme taillée sur mesure pour Dirk Pitt, le chercheur d'épaves que connaissent bien les lecteurs de Panique à la maison blanche et de Trésor...
L'enjeu de taille. Rien de moins que la propagation du feu nucléaire en territoire américain, sous le couvert de banales voitures importées. Dernière étape du plan ourdi par un cartel de financiers et d'industriels japonais, qui se sont juré de briser toute résistance à l'expansion commerciale du pays des samouraïs... 

## Personnages
- Dirk Pitt
- Al Giordino